# Baie Placide-Vigneau
Baie Placide-Vigneau är en vik i Kanada.   Den ligger i provinsen Québec, i den östra delen av landet, 1 100 km nordost om huvudstaden Ottawa.
Trakten runt Baie Placide-Vigneau består huvudsakligen av våtmarker. Trakten runt Baie Placide-Vigneau är nära nog obefolkad, med mindre än två invånare per kvadratkilometer.